# La Ferté-Chevresis
 La Ferté-Chevresis  là một xã ở tỉnh Aisne, vùng Hauts-de-France thuộc miền bắc nước Pháp.